# Conservatoire de l'air et de l'espace d'Aquitaine
Pour les articles homonymes, voir CAEA.
 (août 2019).

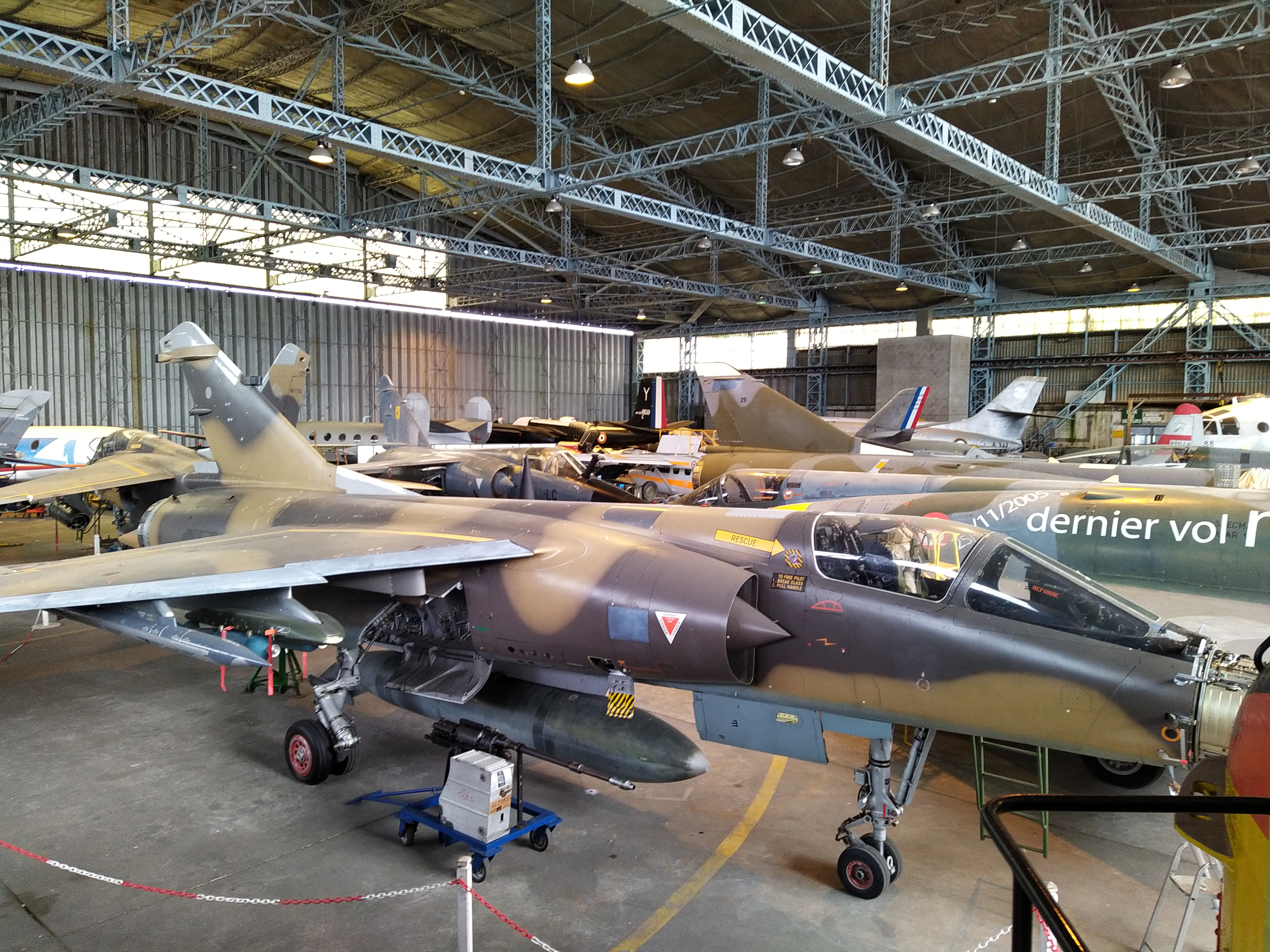
Vue de l'intérieur du hangar du Conservatoire de l'air et de l'espace d'Aquitaine - Au premier plan un Mirage F1

Le Conservatoire de l'air et de l'espace d'Aquitaine ou CAEA est une association née en 1987 affiliée à la Fédération française des ailes anciennes. 
Il se trouve sur le site de la base aérienne 106 Bordeaux-Mérignac. 
L'association dispose d'une collection de près de 60 appareils (Caravelle, Dassault Mercure, Falcon 20…), et continue sa croissance avec la récupération d'un Canadair CL-215, d'un Mirage IVP, d'un Martinet et plus récemment encore d'un Cessna Push-Pull.
Elle fait également voler depuis peu un Stampe SV-4 et participe à de très nombreuses expositions.